# Col des Bagenelles
Le col des Bagenelles est un col de montagne français situé dans le massif des Vosges dans le département du Haut-Rhin et la région Grand Est.

## Toponymie
Des documents du XVe siècle mentionnent les Bagenelles sous Bechenelle, Basenel.
Attesté dès le XVIIIe siècle sur les cartes dont la carte de Cassini, le col tiendrait son nom d'une déformation de « Basses gelles » ou « Basses gelées » qui viendrait vraisemblablement des chutes de neige précoces dans ce secteur.

## Géographie

### Situation

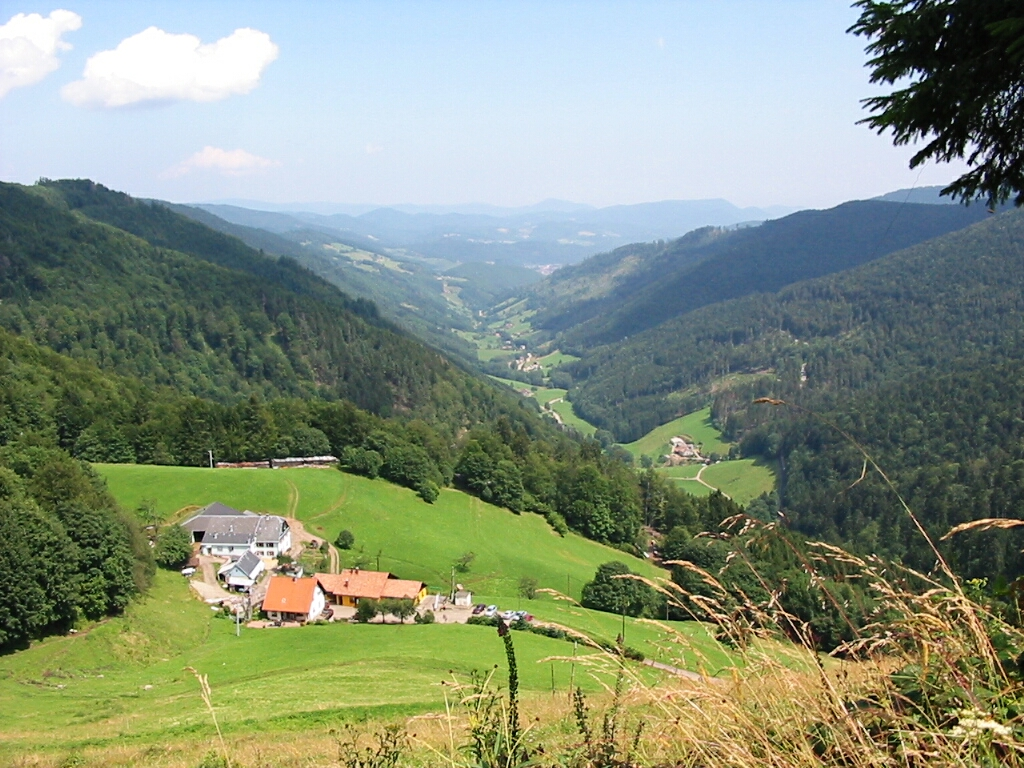
La haute vallée de la Lièpvrette, vue du col des Bagenelles.

Le col des Bagenelles est situé à 904 mètres d'altitude. Depuis le col, on jouit d'un panorama pittoresque sur les deux vallées de la Lièpvrette et de la Béhine. À proximité du col se trouve le Grand Brézouard (1 229 m), un sommet entre les Bagenelles, Le Bonhomme, Sainte-Marie-aux-Mines et Aubure.
Le col se trouve à dix minutes de voiture depuis Sainte-Marie-aux-Mines, par la D 48 qui passe par le hameau d'Échéry. Elle redescend vers Le Bonhomme, situé à 5 km en contrebas. Une route annexe, la D 148, permet de rejoindre la route des Crêtes par le col du Pré de Raves à 1 009 m.

### Faune et flore
Le col des Bagenelles est un endroit idéal pour observer en automne la migration des oiseaux. C'est au mois d'octobre que l'on a le plus de chance d'observer cette migration. Chaque année, des milliers de pinsons, de ramiers, de grives et autres passereaux franchissent le col des Bagenelles pour rejoindre leurs zones d'hivernage.

## Activités

### Station de sports d'hiver
Sont aménagés 46 km de pistes de ski de fond et quatre itinéraires de raquettes. Il existe aussi un petit domaine alpin près de la ferme auberge de la Graine Johé, équipé de trois pistes de ski alpin (une verte, une bleue, une rouge) culminant au sommet de la tête des Chats et de deux remontées mécaniques.
En 1964 le ski-club de Sainte-Marie-aux-Mines organise des « Jeudis de Neige » et le 8 décembre 1965 décide l'achat d'un petit téléski démontable qui permet d'éviter de remonter la pente à pied. La première compétition de slalom géant est organisée le 16 février 1969 par le ski-club de Sainte-Marie-aux-Mines.
La station actuelle est créée en 1971, avec l'achat du téléski de la Graine Johé par le SIVOM de la Vallée de Sainte-Marie-aux-Mines.
Vers 1986 le téléski de Rombach-le-Franc est démonté du Faurupt pour être réinstallé derrière la ferme auberge de la Graine Johé afin de créer un secteur débutant. Entre 1986 et 1989 sont créées la piste bleue et la piste verte « Jules Fréchard ».
La Communauté de communes du Val d'Argent dirige depuis 2005 un important programme d'aménagement de la station des Bagenelles auquel sont associés la commune de Sainte Marie-aux-Mines, le ski-club et la société d'exploitation. Un grand nombre de ces aménagements sont opérationnels depuis la saison 2005-2006 avec la création d'un nouvel itinéraire skating, de quatre itinéraires pour la raquette à neige, la pose de nouveaux balisages et panneaux d'information. Un petit livre de poche permet de s'orienter et de découvrir les nombreuses possibilités de cette station, pionnière dans l'histoire du ski de fond dans ce massif vosgien. Les aménagements de ce site sont soutenus par le Conseil général du Haut-Rhin. Une nouvelle dameuse permettant de drainer et de reprofiler les pistes de neige a été acquise. Une liaison entre la piste bleue et la piste rouge a vu le jour ainsi que l'installation d'un moteur électrique sur le téléski de la Graine Johé. Une piste de luge a aussi été aménagée.
Les aménagements liés aux activités hivernales se poursuivent. Ils ont été achevés pour la saison 2006-2007 avec la création d'un nouvel itinéraire skating, de quatre autres itinéraires pour la raquette à neige et de la pose de nouveaux balisages et panneaux d'information pour le public. Un plan de poche permet de s'orienter et de découvrir les nombreuses possibilités de cette station, pionnière dans l'histoire du ski de fond dans le massif vosgien.
L'ensemble de ces travaux, associé à une communication soutenue, a permis d'améliorer la fréquentation et la satisfaction des utilisateurs tout en préservant le charme du site. Ces aménagements sont soutenus par le Conseil Général du Haut-Rhin à hauteur de 235 000 euros pour un budget total de 281 000 euros.

### Refuge du Club vosgien
À partir de 1946, le Club vosgien éprouvait le besoin de construire un refuge sans toutefois parvenir à concrétiser le projet, à cause du manque de fonds et des autorisations nécessaires. C'est lors de la fête du Haycot, le 15 août 1948, que la décision est prise d'acheter des terrains au col des Bagenelles, près de la route bien fréquentée et près d'un emplacement permettant de jouir d'un magnifique panorama sur la haute vallée de Sainte-Marie-aux-Mines. Les concessions de terrain et de la source furent réglées grâce à l'amabilité des municipalités de Sainte Marie-aux-Mines et du Bonhomme qui y facilitèrent toutes les démarches. C'est auprès des Eaux et Forêts que la bataille fut la plus rude pour obtenir les autorisations. C'est finalement le 1er mai 1949 que le terrain fut choisi et délimité en présence du maire Zeller et de l'architecte de la ville de Sainte Marie-aux-Mines ainsi que du garde général des Eaux et forêts, M. l'Hôte. Les travaux de terrassement furent entrepris le 7 mai en présence du président du Club vosgien, M. Jean Grimm et d'une petite équipe de volontaires. Par la suite l'équipe fut agrandie et bientôt une soixantaine de membres bénévoles rejoignait le groupe consacrant ainsi une partie de leurs loisirs aux travaux de terrassement. Au fur et à mesure de l'avancement des travaux, des écoliers, des scouts apportèrent leur concours, de sorte que la construction put avancer à pas de géant. Le 11 septembre, les travaux de terrassement furent achevés et les fondations exécutées le même automne par l'entreprise Bari. Le 7 mai 1950, la tranchée pour la conduite d'eau longue de 127 mètres fut tracée et exécutée ; le 6 juin l'eau coulait au chalet. Dans le même temps une route d'accès au chalet fut réalisée. Vers la fin de l'année 1951, le chalet accueillait ses premiers visiteurs qui y trouvèrent un confort inhabituel pour l'époque. L'inauguration du chalet eut lieu le 6 juillet 1952 en présence du sous-préfet de Ribeauvillé. Depuis cette date, des milliers de visiteurs y ont fait étape. Ainsi, le col des Bagenelles devient un carrefour européen de la randonnée. Le dimanche, le chalet des Bagenelles devint rapidement un lieu de rencontre des paysans des vallées voisines : Faurupt, La Petite Lièpvre. À plusieurs reprises, le refuge servira de cadre pour l'organisation du carnaval des marcaires, de la fête des genêts ou pour des concours de belote. Le 21 juillet 2002, le Club Vosgien a fêté le cinquantième anniversaire de son refuge des Bagenelles.

### Tour de France
Le col des Bagenelles a été emprunté une fois jusqu'à présent dans le cadre du Tour de France, en 1992, lors de la 11e étape entre Strasbourg et Mulhouse. Le premier à franchir le col fut le cycliste allemand Rolf Gölz.

### Musée
Tellure est un musée et un parc minier mettant en valeur les mines de Sainte-Marie-aux-Mines et du val d'Argent, c'est également un partenaire de la manifestation annuelle Mineral & Gem. La mine d’argent Tellure constitue la cavité souterraine la plus grande du massif des Vosges et permet de découvrir la mine Saint-Jean-Engelsbourg, exploitée dès le XVIe siècle.